# 德善乡
德善乡是中国黑龙江省哈尔滨市方正县下辖的一个乡，位于方正县中南部。